# Analni kanal
Analni kanal ali zadnjikov kanal je končni del debelega črevesa. Sega od rektuma do zadnjika. Leži v analnem trikotniku presredka med desno in levo ishioanalno kotanjo in pod ravnijo medenične diafragme.
Analni kanal razdelimo v tri dele. Zona columnalis je zgornja polovica kanala in jo odeva enostavni visokoprizmatski epitelij. Spodnja polovica analnega kanala, pod pektinealno linijo, se deli v dve coni, ki ju ločuje medsfinkterska brazda. Imenujemo ju zona hemorrhagica in zona cutanea. Pokriva ju večskladni ploščati neporoženevajoči, odnosno večskladni ploščati poroženevajoči epitelij.
Pri človeku je analni kanal dolg od 2,5 do 3 cm in sega od anorektalnega prehoda do zadnjika. Usmerjen je navzdol in navzad. Obdajata ga notranji nehotni in zunanji hotni sfinkter (zapiralka), ki ohranjata svetlino zaprto v obliki anteroposteriorne špranje. Med odvajanjem (defekacijo) se oba sfinktra sprostita in feces skozi zadnjik zapusti telo. Analni kanal od rektuma lahko ločimo po postopnem prehodu notranje površine iz endodermalnega v koži podobno ektodermalno tkivo.